# Усик, Иван Павлович
Иван Павлович Усик (11 октября 1918 — 20 марта 1970) — командир роты 1-го танкового батальона 22-й гвардейской танковой бригады, (5-го гвардейского танкового корпуса, 6-й танковой армии, 2-го Украинского фронта). Герой Советского Союза. На момент присвоения звания Героя — гвардии старший лейтенант, впоследствии — подполковник.

## Биография
Родился 11 октября 1918 года в селе Турья Черниговской губернии. Украинец. Окончил один курс Новозыбковского педагогического института.
В 1939 году призван в ряды Красной Армии. В 1942 году окончил Чкаловское танковое училище. 
Член ВКП(б) с 1943 года. 
В боях Великой Отечественной войны с декабря 1943 года. Воевал на 2-м Украинском фронте.
В августе 1944 года командир роты 22-й гвардейской танковой бригады гвардии старший лейтенант И. П. Усик умело руководил ротой в бою за станцию Бобок и при выходе к городу Бузэу в Румынии нанёс противнику значительный урон.
Указом Президиума Верховного Совета СССР от 24 марта 1945 года за мужество и героизм, проявленные при освобождении румынского города Бузэу, гвардии старшему лейтенанту Ивану Павловичу Усику присвоено звание Героя Советского Союза с вручением ордена Ленина и медали «Золотая Звезда».
В 1945 году окончил Ленинградскую высшую офицерскую школу. С 1960 года подполковник И. П. Усик — в запасе. Жил в городе Чернигов. Работал заведующим гаражом областного автомобильного учебного комбината. Скончался 20 марта 1970 года. Похоронен в Чернигове на кладбище в Яловщине.
Награждён орденами Ленина, Отечественной войны 1-й степени, Красной Звезды, медалями.